# Hines Hill
Hines Hill is een plaats in de regio Wheatbelt in West-Australië.

## Geschiedenis
Ten tijde van de Europese kolonisatie leefden de Njakinjaki Nyungah in de streek. De naburige Aborigines keken op hen neer omdat ze naakt liepen, onverstaanbaar praten of niet aan circumcisie deden.
In januari 1895 werd de sectie door de streek van de spoorweg naar de oostelijke goudvelden geopend. Hines Hill was de naam van een nevenspoor en stopplaats op de lijn. De overheid verkavelde de omgeving en in 1910 werd het dorp Hines Hill officieel gesticht. Het werd naar het nevenspoor vernoemd. Hines Hill is de naam van een nabijgelegen heuvel. Volgens C.W. Massingham werd de heuvel naar Jack Hines vernoemd, een sandelhoutsnijder. Nog volgens Massingham luidde de Aboriginesnaam voor de heuvel 'Baandui'.
In 1926 werd er een weegbrug voor het vervoer van graan geplaatst. De weegbrug werd in 1966-67 vervangen door een nieuwe toen de CBH Group er hun nieuwe transportfaciliteiten voor het vervoer van graan bouwden.

## 21e eeuw
Hines Hill maakt deel uit van het lokale bestuursgebied (LGA) Shire of Merredin, een landbouwdistrict. Het is een verzamel- en ophaalpunt voor de oogst van de in de streek bij de Co-operative Bulk Handling Group aangesloten graanproducenten.
In 2021 telde Hines Hill 59 inwoners, tegenover 142 in 2006.

## Toerisme
De oude weegbrug uit 1926 is de enige bewaarde weegbrug langs de Eastern Goldfields Railway die uit die tijd is bewaard gebleven.
Vanop Hines Hill Rock heb je na een korte wandeling door de plaatselijke flora en fauna een weids uitzicht over de omgeving.

## Transport
Hines Hill ligt langs de Great Eastern Highway en de Eastern Goldfields Railway, 240 kilometer ten oosten van de West-Australische hoofdstad Perth, 35 kilometer ten oosten van Kellerberrin en 20 kilometer ten oosten van Merredin, de hoofdplaats van het lokale bestuursgebied waarvan het deel uitmaakt.
De Prospector en MerredinLink-treindiensten van Transwa houden er halt.

## Externe links

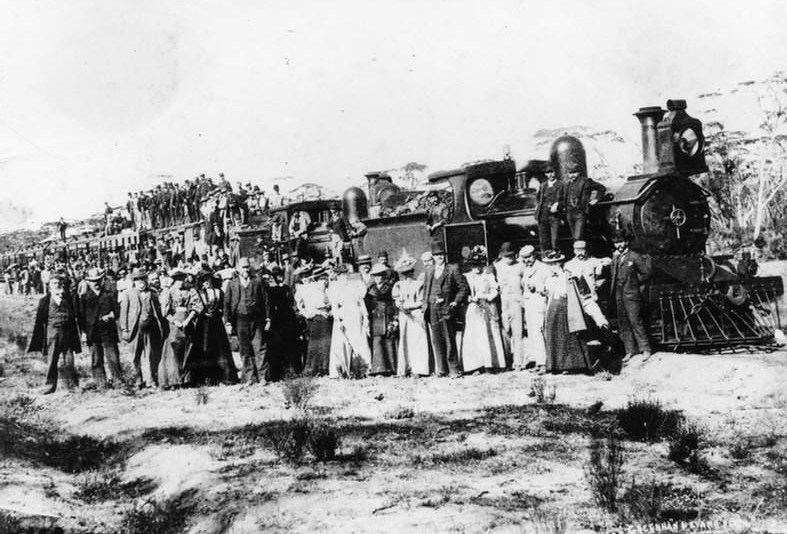
De eerste trein van Perth naar Kalgoorlie in 1896, gestopt voor een foto in Pines Hill

## Klimaat
Hines Hill kent een koud steppeklimaat, BSk volgens de klimaatclassificatie van Köppen. De gemiddelde jaarlijkse temperatuur bedraagt er 17,9 °C. De gemiddelde jaarlijkse neerslag ligt rond 311 mm.